# IJzer(III)nitraat
IJzer(III)nitraat is een ijzerzout van salpeterzuur, met als brutoformule Fe(NO3)3. De stof komt voor als zeer hygroscopische lichtpaarse kristallen, die zeer goed oplosbaar zijn in water. De verbinding komt voor als hexahydraat en als nonahydraat. Het nonahydraat is de meest voorkomend vorm en de kleur kan variëren van lichtpaars tot okergeel-oranje.

## Synthese
IJzer(III)nitraat kan bereid worden door reactie tussen ijzer(III)oxide en salpeterzuur:
{\displaystyle {\ce {Fe2O3 + 6HNO3 -> 2Fe(NO3)3 + 3H2O}}}
Een alternatieve synthesemethode is het oplossen van ijzer in salpeterzuur:
{\displaystyle {\ce {Fe + 4HNO3 -> Fe(NO3)3 + 2H2O + NO (^)}}}

## Toepassingen
IJzer(III)nitraat wordt in het laboratorium gebruikt als katalysator bij de bereiding van natriumamide uit een oplossing van natrium in vloeibare ammoniak:
{\displaystyle {\ce {2NH3 + 2Na -> 2NaNH2 + H2}}}
Juweliers en metaalbewerkers gebruiken ijzer(III)nitraat om zilver en zilverlegeringen te etsen.